# Nova vas pri Mokricah
Nova vas pri Mokricah je naselje v Občini Brežice. Pred letom 1993 se je imenovala Nova vas pri Bregani.